# Monte Shasta
El Monte Shasta (inglés Mount Shasta) es un volcán activo de Estados Unidos situado en el límite meridional de las montañas Cascade, en el condado de Siskiyou, perteneciente al estado de California. Con una altitud de 4322 m s. n. m., constituye el segundo pico más alto de la cordillera de las Cascadas y el quinto más alto del estado.
En 1976, fue declarado hito natural nacional al ser uno de los estratovolcanes más grandes e impresionantes del mundo. Está situado en el bosque nacional Shasta-Trinity.